# Lineckberg
Der Lineckberg (kurz Lineck) ist ein 702 m ü. A. hoher Hügel im Grazer Bergland im österreichischen Bundesland Steiermark. Er befindet sich im Nordosten der Landeshauptstadt Graz und bildet die höchste Erhebung im Stadtgebiet am linken Murufer.

## Lage und Umgebung
Der langgezogene Lineckberg erstreckt sich annähernd in west-östlicher Richtung an der Grenze zwischen dem Grazer Stadtbezirk Andritz und der Gemeinde Weinitzen. Im Westen und Norden wird er von Annengraben und Schöcklbach begrenzt. Nach Osten verläuft der Kamm über den Linecksattel (623 m) weiter zum Hauenstein, im Süden trennt der Dürrgraben die Erhebung vom Pfangberg. Der Lineckberg ist in der ÖK als Höhenkote mit dem Wert 700 verzeichnet, erreicht seine höchste Erhebung jedoch 750 Meter östlich davon. Auf einer Lichtung unweit des Geländepunkts erinnert ein Gedenkstein an Franz Friehs (1919–1937), der am Linegg Selbstmord beging. Der Berg ist Teil des Landschaftsschutzgebiets Nördliches und östliches Hügelland von Graz (LSG-30) und auf Wanderwegen von der Bushaltestelle Dürrgraben und von Wenisbuch aus erreichbar.

## Etymologie
Der Name „Lineck“ bzw. „Linegg“ – beide Schreibweisen spiegeln sich heute noch in Straßennamen wider – hat seinen Ursprung im Althochdeutschen. Lind bedeutet etwa weich oder biegsam, das Attribut eck weist auf eine markante Geländeveränderung hin. Angelehnt an den Flur- und Bergnamen entstand ein Vulgoname, der sich bis heute erhalten hat. Um 1400 ist der Name André Lyndekker belegt, der sich im Lauf der Jahre zu Lindecker (1527), Lindegger (1547) und schließlich Linecker wandelte.
Im Franziszeischen Kataster finden sich im Bereich des Lineckbergs die Flurnamen Sternberg und Steinnberg.

## Geologie und Geomorphologie
Der Lineckberg gehört dem Grazer Paläozoikum an. Er ist morphologisch durch den tief eingeschnittenen Annengraben vom Schöcklmassiv getrennt, teilt mit diesem aber den geologischen Grundstock, bestehend aus Schöcklkalk und Striatoporenkalk. An der Nordseite des Berges treten die Karbonatgesteine auch zu Tage. Das Hangende bilden verschiedene Grüngesteine, darunter Schwarzschiefer, Phyllite und Quarzite. An der Südostflanke treten rötliche Lehme mit aufgearbeiteten Schiefern auf, die dem jüngeren tertiären Hügelland zuzuordnen sind. Vinzenz Hilber stellte am Ausgang des Dürrgrabens ein Diabaslager sowie örtlich mineralogische Vorkommen von Glimmer und Plagioklasen fest. Helmut Flügel wies außerdem auf das Auftreten von Chloritoid auf den Kuppen von Lineckberg und Platte hin.

## Sage vom Hollermandl
Eine Sage erzählt von der sogenannten Mandlkeusche und ihrem guten Hausgeist, dem Hollermandl. Das Männchen soll vor langer Zeit in einem Holunderstrauch auf dem Lineckberg gelebt und dem Bauern besonders viel Segen beschert haben. Es unterstützte ihn im Haus und auf dem Feld, hütete das Vieh und bewahrte seine Familie vor Krankheiten. Für all das verlangte es nie eine Gegenleistung. Eines Tages zu Weihnachten beschloss die Bäuerin, dem Hollermandl, dessen Gewand von der ganzen Arbeit schmutzig geworden war, ein neues weißes Kleid zu schenken. Kaum hatte sie das Kleid ins Gebüsch gelegt, erschien das Mandl weinend in der Bauernstube und klagte, dass es nun, wo man ihm ein Geschenk gemacht habe, für immer fortgehen müsse. Das Hollermandl ward darauf nie wieder gesehen und dem Bauer ging es immer schlechter.